# 内蒙古基督教
在中华人民共和国的内蒙古地区，基督徒屬於少数人口。内蒙古的大多数基督徒是汉族。1993年，內蒙古地区约有10万基督徒。该地区很少有蒙古族基督徒。
根据Tjalling Halbertsma说法，在1206年以前就有基督徒居住在内蒙古。在丰镇，早在1892年就建立了教堂。呼和浩特的通順街教堂教堂是在1900年左右由瑞典传教士的帮助下建造的。
内蒙古圣经学校（原内蒙古培训班）成立于1987年。國家宗教事務局工作人员宣布2006年在多伦县举行的圣诞节聚会是非法的。

## 天主教
罗马天主教堂在內蒙古已有120多年的历史。內蒙古至少有32座天主教堂。天主教徒人口約為20萬。天主教在內蒙古有天主教绥远总教区、天主教赤峰教区以及天主教集宁教区。内蒙古還有天主教村庄。目前內蒙古的4名主教是由中国天主教爱国会任命的。
在第三次河湟事变中，比利时牧师曾負責内蒙古西部的一個汉人天主教村庄小橋畔的防禦。
义和团运动期间，内蒙古有2000多名天主教徒被杀。法国天主教神父阿方斯·伯明（Alfons Bermyn）希望外国部队能驻扎在内蒙古，但被滿清政府拒绝了。伯明（Bermyn）向恩銘请愿，希望将部队派往河套，伯明謊稱端親王的蒙古人部队和董福祥的甘军威胁天主教徒。
在內蒙古有一个非法的天主教神学院。2007年，非法天主教会的几名神父被捕。
2010年，一位天主教神父试图阻止中共拆除鄂尔多斯市唯一的天主教教堂，不過未能阻止，其本人也被捕。

## 其他教派
在額爾古納、满洲和海拉尔有东正教教堂。
呼喊派在内蒙古很活跃。
内蒙古是新教迅速发展的地区。内蒙古有170,000多名新教徒和1,000多个官方教堂。早在19世纪末，新教就进入该地区。
呼和浩特曾经有一个超过1500名教会成员的大型家庭教会。2008年，许多家庭教会领导人在锡林浩特被拘留。